# ملادینووو
ملادینووو (به بلغاری: Mladinovo) یک منطقهٔ مسکونی در بلغارستان است که در شهرستان اسویلنگراد واقع شده‌است.